# Kamienica przy ulicy Topolowej 27 w Krakowie
Kamienica przy ulicy Topolowej 27 – zabytkowa kamienica znajdująca się w Krakowie, w dzielnicy II przy ulicy Topolowej, na Wesołej.
Kamienica została wzniesiona w latach 1893–1894 roku według projektu architekta Henryka De Laveauxa.
16 kwietnia 1997 budynek został wpisany do rejestru zabytków. Znajduje się także w gminnej ewidencji zabytków.